# Kramarzewo (powiat olsztyński)
Kramarzewo (niem. Krämersdorf) – wieś w Polsce położona w województwie warmińsko-mazurskim, w powiecie olsztyńskim, w gminie Jeziorany.
W latach 1975–1998 miejscowość należała administracyjnie do województwa olsztyńskiego.  Wieś znajduje się w historycznym regionie Warmia.